# Penthimia castanaica
Penthimia castanaica är en insektsart som beskrevs av Jacobi 1944. Penthimia castanaica ingår i släktet Penthimia och familjen dvärgstritar. Inga underarter finns listade i Catalogue of Life.